# Mana Sakura
Pour les articles homonymes, voir Sakura (homonymie).
Mana Sakura (紗倉 まな) est une idole et actrice de films pornographiques japonaise née le 23 mars 1993. Elle postule dans l'industrie le jour qui suit ses 18 ans. Elle fait ses débuts en tant que mannequin, posant pour certains magazines, puis commence sa carrière d'actrice en février 2012.
Elle s'est aussi fait connaître comme romancière et a publié deux romans : Saitei, en 2016, et Outotsu, en 2017. Son roman Saitei (Low Life en anglais) a été adapté au cinéma par le réalisateur Takahisa Zeze en 2017.